# Pomacanthus semicirculatus
El peix àngel semicircular o de taca groga (Pomacanthus semicirculatus) és un peix marí, de la família dels Pomacanthidae, ordre Perciformes.

## Morfologia

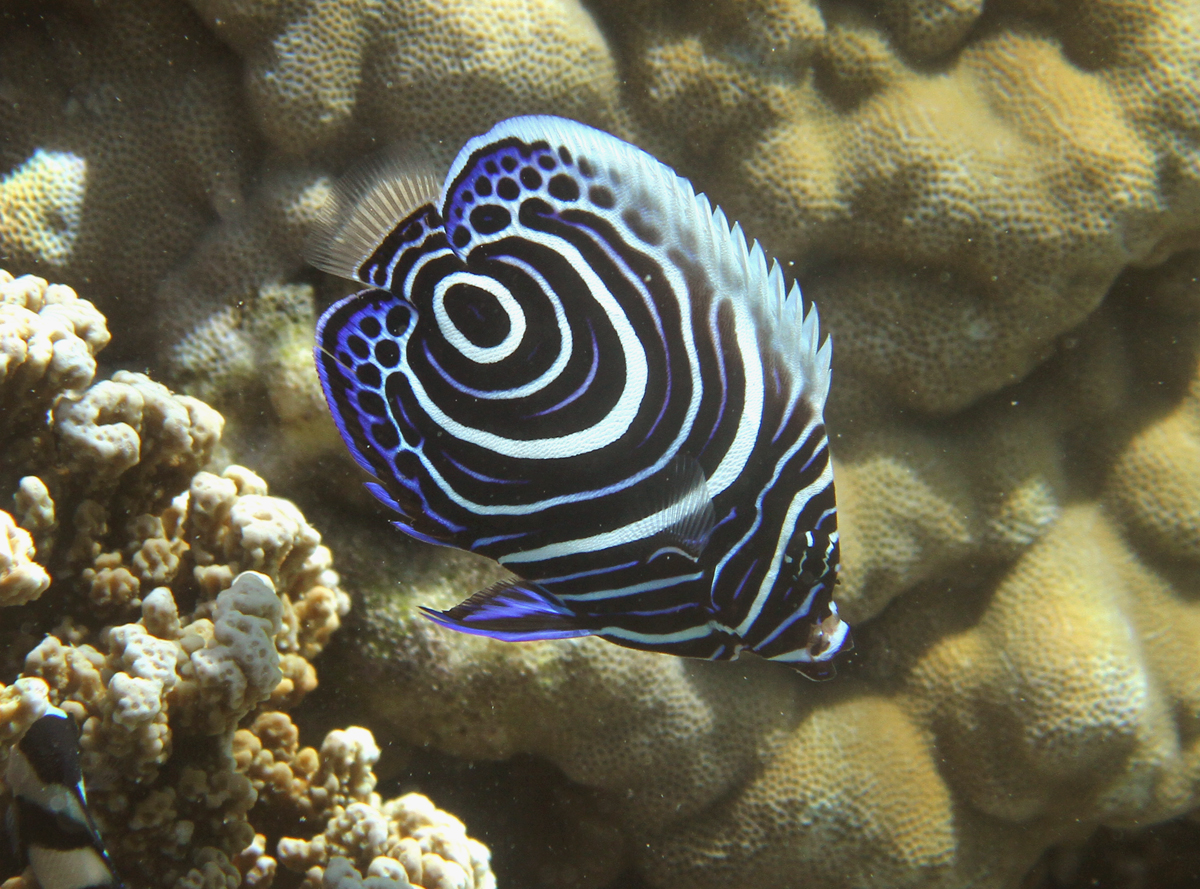
Pomacanthus imperator juvenil

Té la morfologia típica de la seua família: cos comprimit lateralment i ovalat, amb una espina preopercular situada prop del naixement de la brànquia, a la zona denominada preopèrcul. Aquesta espina apareix en els animals des de l'etapa juvenil. Té 13 espines dorsals, entre 20 i 23 radis tous dorsals, 3 espines anals i entre 18 i 22 radis tous anals.
La coloració en varia, com en moltes espècies del gènere, depenent de l'edat. Els juvenils en són de color blau fosc amb línies semicirculars de color blau clar que s'alternen amb d'altres blanques. Aquesta coloració és molt semblant a la dels juvenils de l'espècie Pomacanthus imperator, i la diferència més notòria n'és que la línia blanca en forma de "C", situada a la part posterior del cos, en el cas de P. imperator és més tancada, i a dins té una línia en forma ovoide, i altres en forma de cercles situades a les aletes anal i dorsal. Mentre que el P. semicirculatus juvenil, tant dins de la "C", com a les aletes, té petites línies irregulars allargades.
El canvi de la coloració juvenil a l'adulta es produeix quan els individus tenen entre 8 i 16 cm de llarg. La coloració dels adults és sobretot en tons blau elèctric cap a la part posterior, amb un clapejat regular en blau clar; presenten tonalitats oliva i groc a la part anterior del cos, aletes pectorals, zona inferior del cap i ventre. Les aletes dorsal i anal es perllonguen en un filament, amb les puntes en groc.
Arriba als 40 cm de llarg.
Se n'ha confirmat una longevitat de 21 anys en captivitat.

## Hàbitat i capteniment
És una espècie comuna i de població estable. Sol veure's en llacunes protegides d'esculls coral·lins. Els adults solen trobar-se en coves, solitaris o en parella.
Els juvenils prefereixen aigües assolellades d'esculls amb substrats sorrencs. Es protegeixen entre coralls.
Tenen un rang de profunditat d'entre 1 i 40 m, tot i que se n'han trobat entre 0,5 i 96 m, i en un interval de temperatura entre 26 i 29 °C.

## Distribució geogràfica
Es distribueix a l'oceà Indo-Pacífic, des de la costa est africana, Eritrea a Sud-àfrica, fins a les illes Fiji, Tonga i Samoa del Pacífic central.
És una espècie nadiua d'Aràbia Saudita, Austràlia, Bangladesh, Birmània, Cambodja, la Xina, Illes Cocos, Comores, Filipines, Fiji, Índia (Andaman, Nicobar), Indonèsia, Japó, Jordània, Kenya, Madagascar, Malàisia, Maldives, Maurici, Mayotte, Micronèsia, Moçambic, illa Navidad, Nova Caledònia, Oman, Palau; Papua Nova Guinea, Reunió, Illes Salomó, Samoa, Seychelles, Singapur, Somàlia, Sud-àfrica, Sri Lanka, Sudan; Taiwan, Tanzània, Tailàndia, Tonga, Vanuatu, Vietnam, Wallis i Futuna, Iemen i Djibouti.

## Alimentació
Omnívor, en la natura es nodreix d'esponges, tunicats i diverses macroalgues.

## Reproducció
Presenten dimorfisme sexual, els mascles són més grossos, més pàl·lids i amb les aletes dorsals i anals més clapejades que les femelles.
Són de fertilització externa: alliberen els ous, més de 10.000, i l'esperma simultàniament. La fresa ocorre abans del vespre. Tant mascles com femelles s'aparien amb diferents parelles en la mateixa nit.
Resiliència: mitjana, població duplicada en un temps mínim d'1,4-4,4 anys.

## Galeria

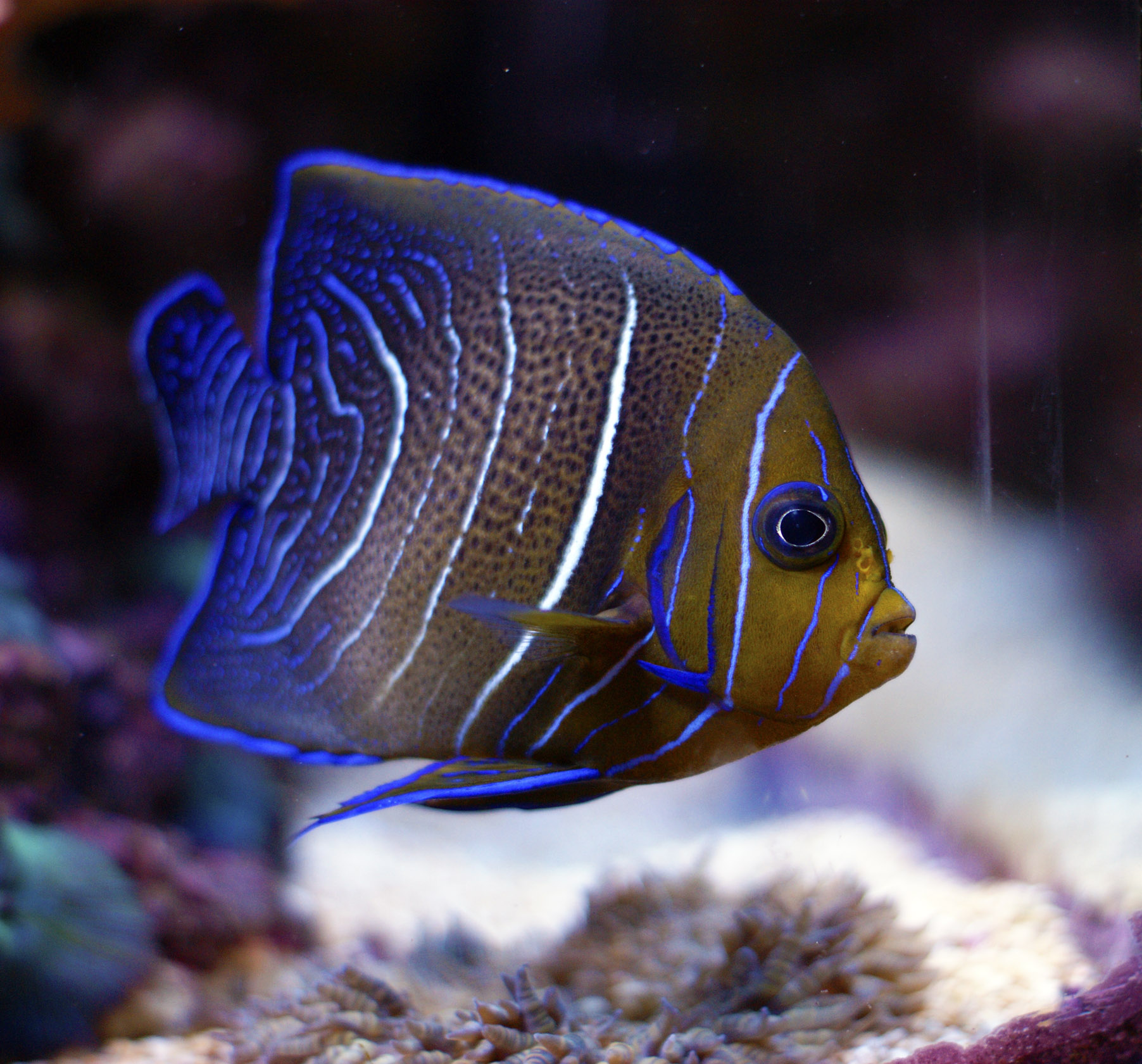
Exemplar juvenil.
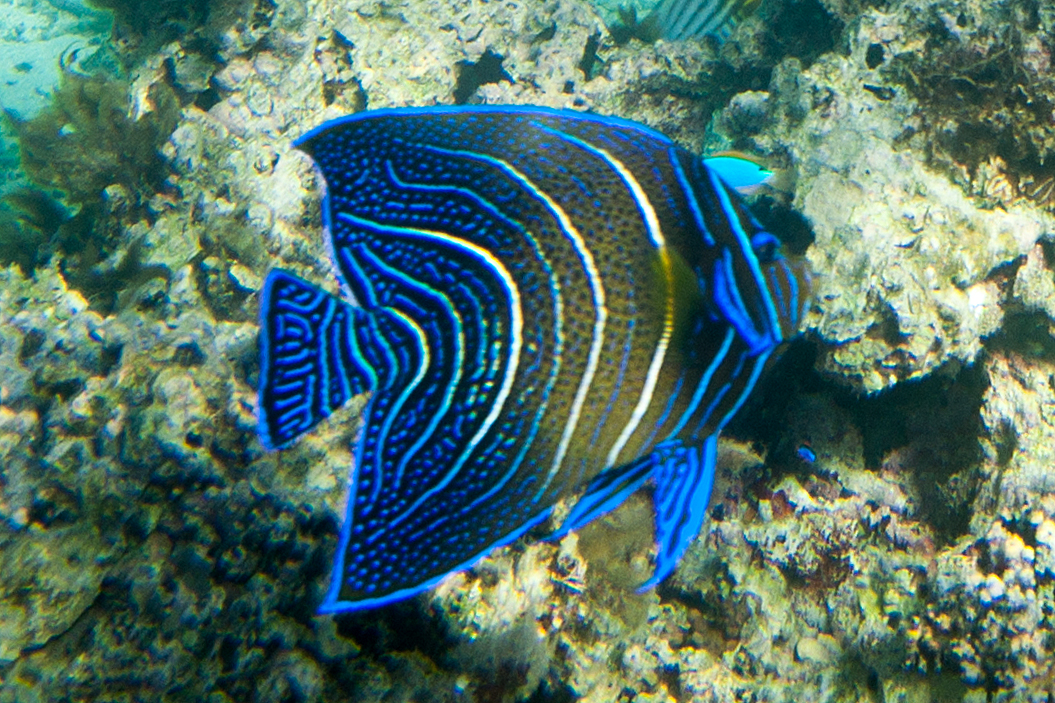
P. semicirculatus juvenil mutant a coloració d'adult
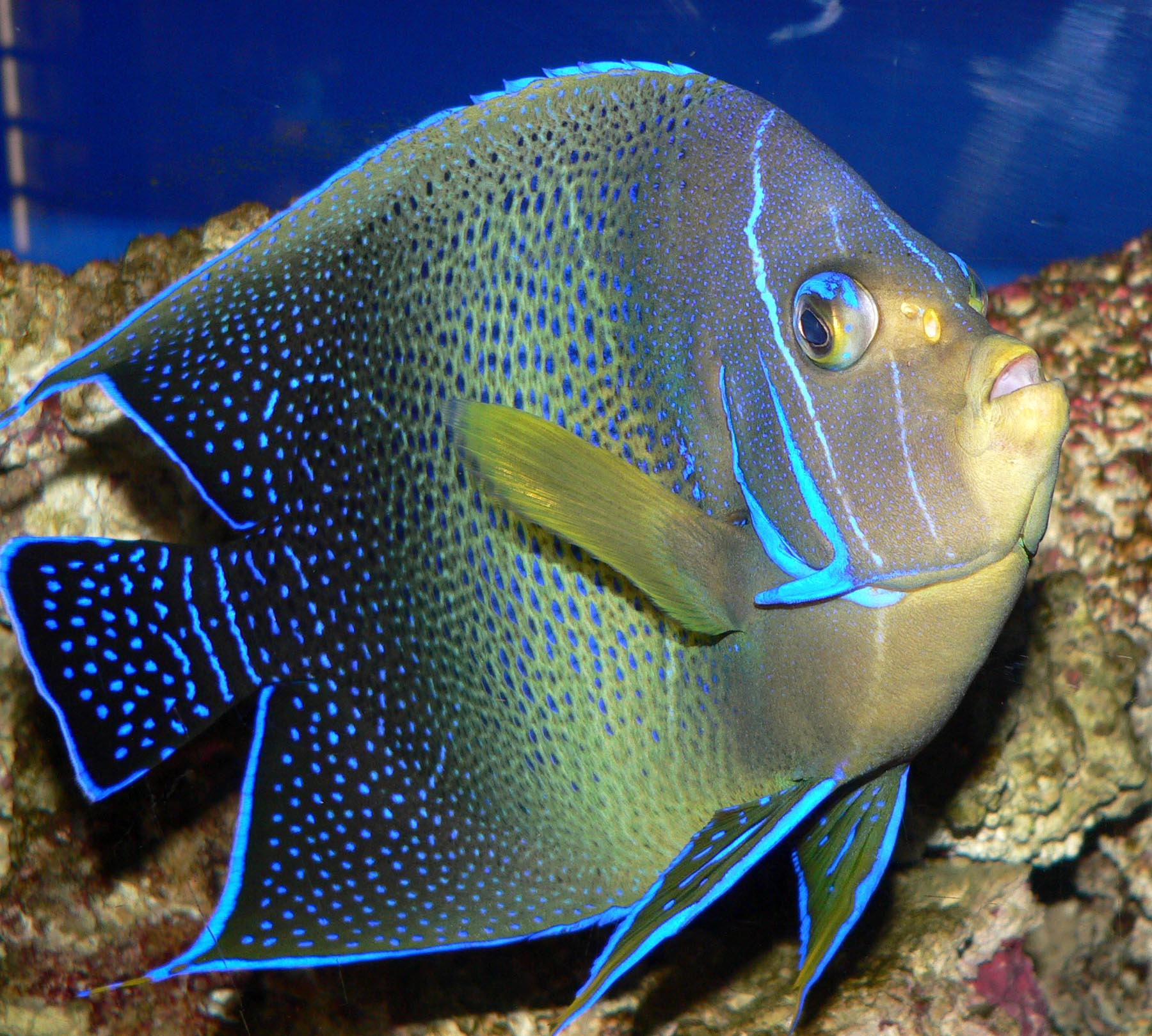
En el Steinhart Aquarium, San Francisco, Estats Units d'Amèrica
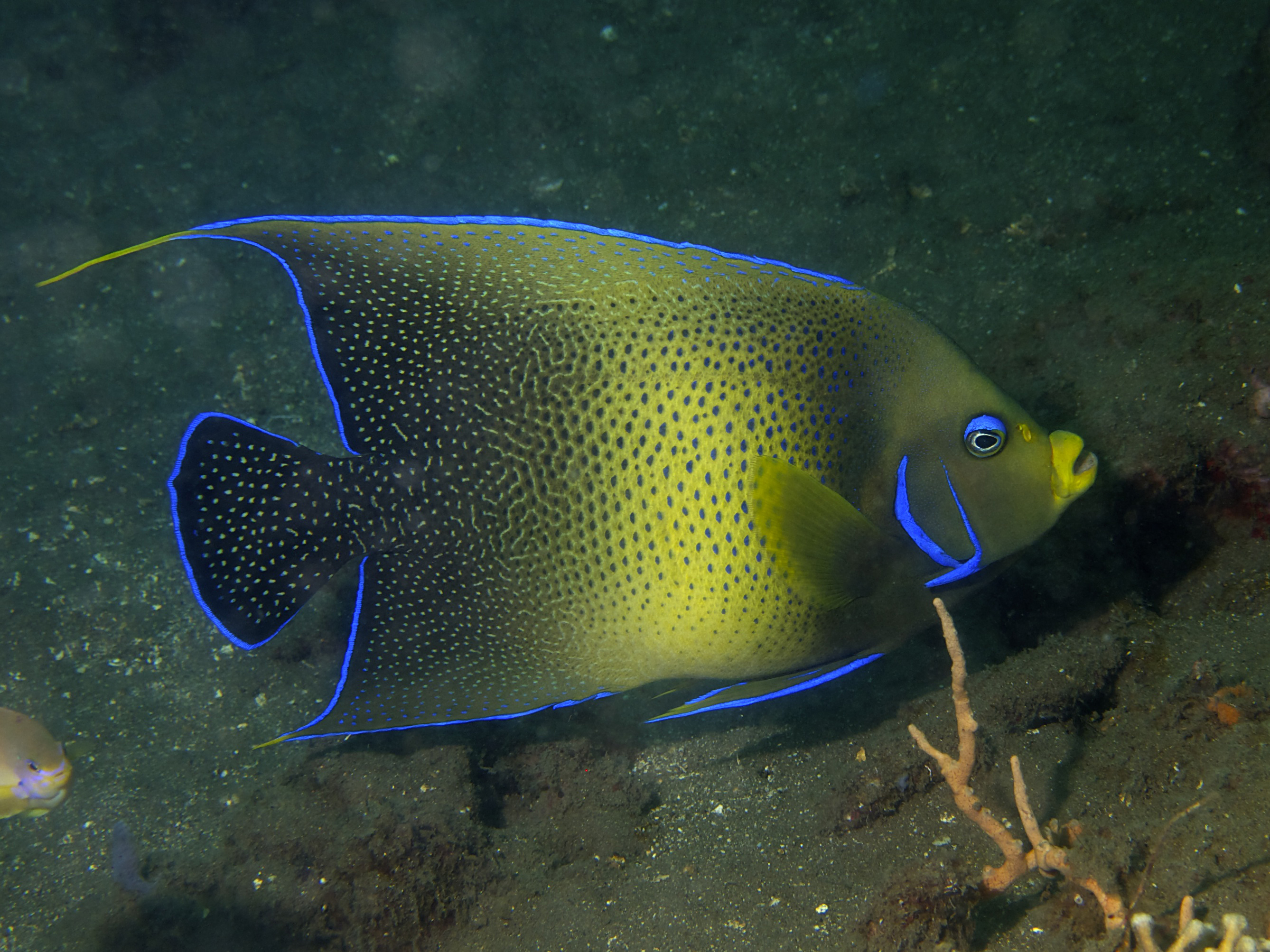
Exemplar adult en Dauin, Filipines
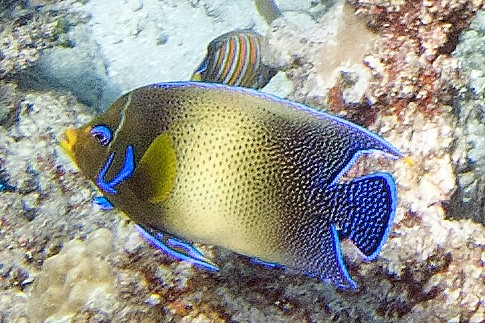
P. semicirculatus a Fiji
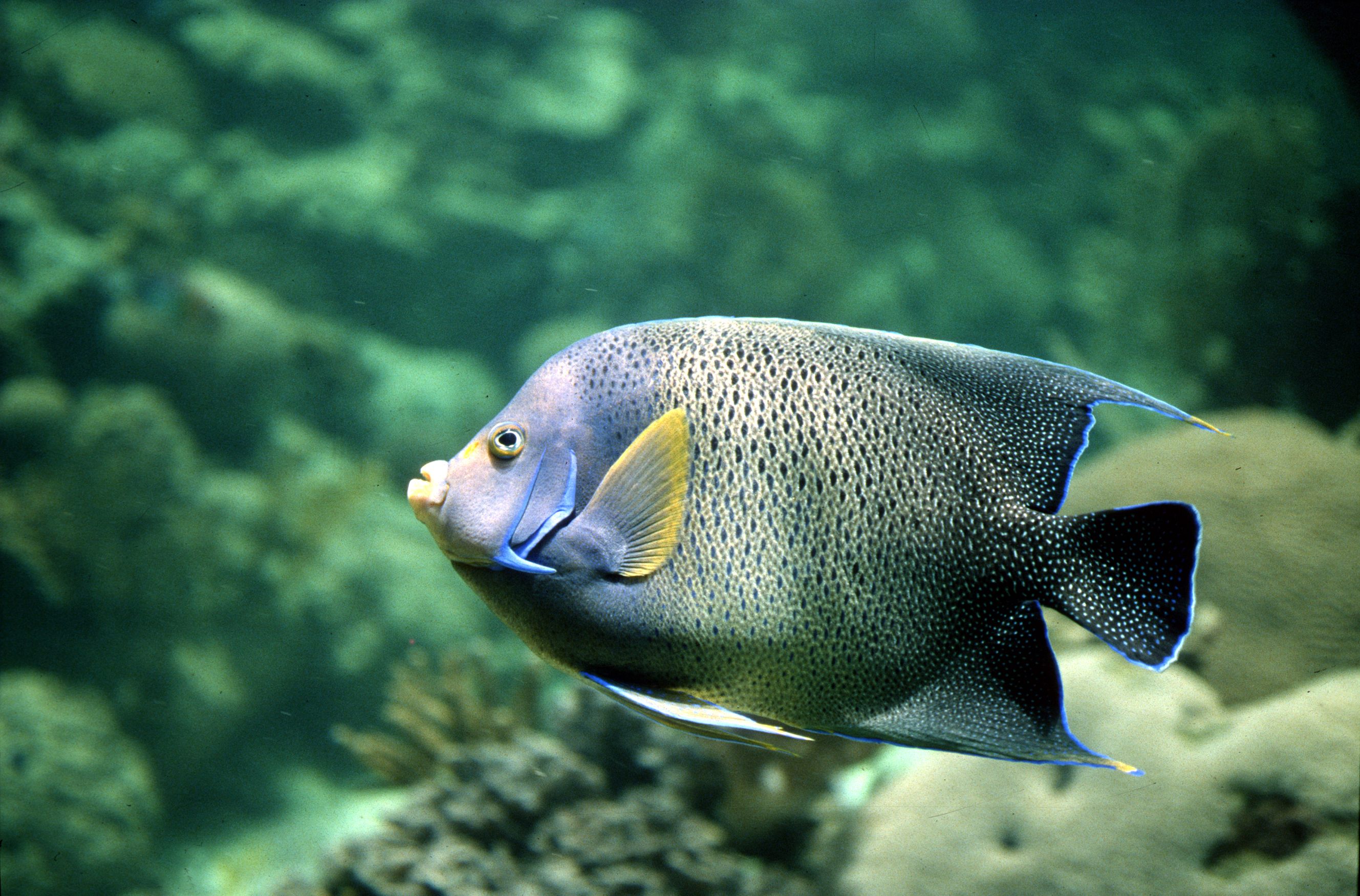
Exemplar adult a Austràlia
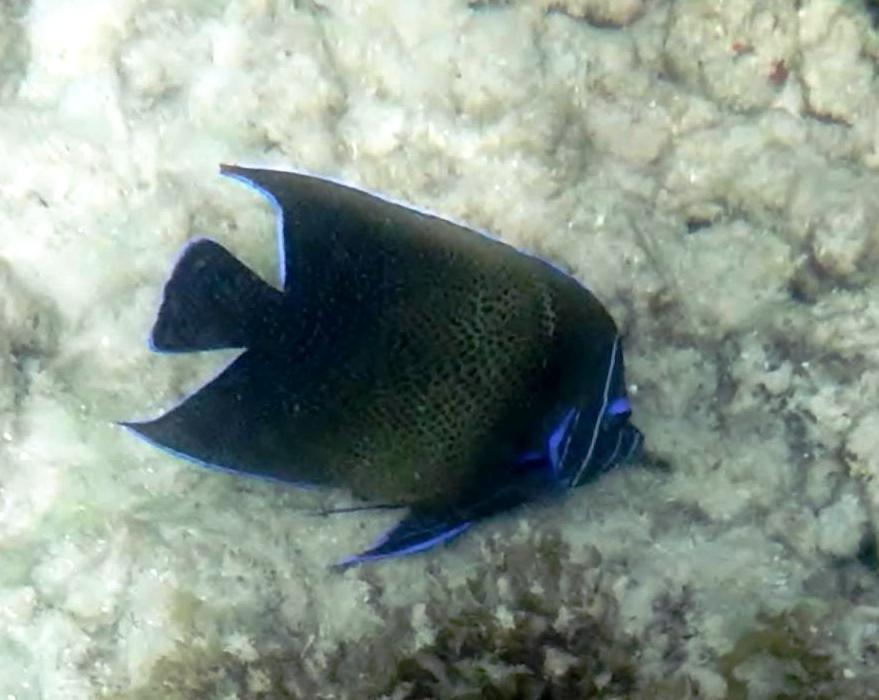
Al Parc Nacional Marí de Port Launay, Mahé, Seychelles